# 武公紀
武公紀（越南语：／），越南南北朝時期的後黎朝官員，稱仁郡公，世襲鎮守宣光地方。

## 事跡
武公紀為越南南北朝時期宣光鎮將領武文密之子，並透過世襲獲得該地的管治權，並同時向後黎朝效力，對抗莫朝。據《大越史記全書·本紀續編·黎紀·玄宗穆皇帝》所載：「（武文密）子太傅仁郡公武公紀、孫太保和郡公武德恭，並能繼承先志，恪修臣職。」根據這條資料，武公紀襲位後，對後黎朝一直是表現忠誠。後後黎朝亦對武公紀委以重任，1573年，身為太傅仁國公的武公紀獲任為右相，並於當年農曆十月，負責「領本部兵，回鎮大同，以安方民」。武公紀亦曾顯示出其才能，1578年農曆十月，莫軍攻打宣光、興化等地，但卻被遇到武公紀「縱兵大戰，莫兵敗績而還」。武公紀的職位，則由武德恭所繼承。